# دير كزابة (الحديدة)
دير كزابه هي إحدى قرى مديرية القناوص، التابعة لمحافظة الحديدة اليمنية، بلغ تعداد سكانها 4261 نسمة حسب الإحصاء الذي أجري عام 2004.